# Titanogrypa placida
Titanogrypa placida är en tvåvingeart som först beskrevs av Aldrich 1925.  Titanogrypa placida ingår i släktet Titanogrypa och familjen köttflugor. Inga underarter finns listade i Catalogue of Life.